# Шашков, Зосима Алексеевич
Зоси́ма Алексеевич Шашков (30 апреля 1905, Новинки, Котласский район — 14 июля 1984, Москва) — советский государственный деятель в области водного транспорта, первый нарком речного флота СССР, кандидат технических наук.

## Биография

### Ранние годы
Зосима Шашков родился 30 апреля 1905 года в деревне Новинки Сольвычегодского уезда Вологодской губернии (ныне — Котласского района Архангельской области) в семье крестьянина.
С окончанием Приводинской церковно-приходской школы в 1918 году Шашков работал бакенщиком на Двине.

### Работа в речном флоте
В 1922 году Шашков поступил в Устюгское речное училище, окончив которое получил диплом штурмана первого разряда речного флота и был назначен на должность начальника надзора Северного бассейна. В 1928 году вступил в ВКП(б).
В 1929 году поступил в Московский институт инженеров водного транспорта, а затем перевёлся в Ленинградский институт инженеров водного транспорта, который в 1933 году окончил с отличием. 

### Научно-педагогическая деятельность
В 1933 году Шашков начал преподавать в Горьковском институте инженеров водного транспорта, с 1933 по 1937 годы работал деканом факультета, а с 1937 по 1938 годы — директором института.
В 1938 году окончил аспирантуру, работал по тематике проектирования и строительства водных каналов на реках. Кандидат технических наук, профессор.

### Государственная служба
В феврале 1938 года Шашков был назначен на должность заместителя наркома водного транспорта СССР.
С 9 апреля 1939 по 15 марта 1946 года работал наркомом речного флота СССР.
В годы Великой Отечественной войны, являясь членом транспортного комитета при Государственном комитете обороны, руководил организацией Ладожской переправы во время блокады Ленинграда, а также снабжением по рекам войск Сталинградского фронта.
В связи с преобразованием наркоматов в министерства, 19 марта 1946 года был назначен на должность Министра речного флота СССР. Указом Президиума Верховного Совета Союза ССР от 1 сентября 1947 года Шашкову З. А. присвоено звание Генерал-директора речного флота. На этой должности проработал до 15 марта 1953 года.
С 15 марта 1953 по 25 августа 1954 года возглавлял объединённое Министерство морского и речного флота СССР, с 25 августа 1954 по 21 мая 1956 года — Министерство речного флота СССР, а с 6 июня 1956 по 22 октября 1960 года — Министерство речного флота РСФСР.
С 1961 по 1963 годы работал заместителем начальника отдела транспорта и связи Государственного экономического совета Совета министров СССР, а с 1963 года — на второстепенных должностях в Госплане СССР. В 1967 году ушёл на пенсию.
В периоды с 1946 по 1950 и с 1954 по 1958 годы Шашков был депутатом Верховного Совета СССР. С 1952 года — кандидат в члены ЦК КПСС.

### Смерть
Зосима Алексеевич Шашков умер 14 июля 1984 года в Москве. Он похоронен на Новодевичьем кладбище.

### Семья
В семье Шашковых было шестеро братьев и две сестры. Отец — Алексей Прокофьевич Шашков работал бакенщиком, в последние годы жизни — шкипером на барже, он умер в 1933 году. Мать — Прасковья Никифоровна Шашкова.

## Награды
- Три ордена Ленина
- Орден Октябрьской Революции (29.04.1975)
- Орден Трудового Красного Знамени

## Память
- В 2000 году Великоустюгскому речному училищу было присвоено имя Шашкова, а 21 июня 2002 года в училище была открыта мемориальная доска
- Именем Шашкова назван пассажирский туристический теплоход проекта 302 (построен в 1986 году)